# Sebastián Creus
Sebastián Pablo Creus, detto Larry (Buenos Aires, 21 novembre 1981), è un pallavolista argentino naturalizzato italiano.
Ha giocato nel ruolo di centrale nel Club Atlético Boca Juniors fino al 2013.

## Carriera
Esordisce in Argentina nel River Plate con cui vince un campionato argentino.
Nella stagione 2002-2003 si trasferisce in Spagna, giocando con la Numancia per quattro stagioni. Nella stagione 2006-2007 si trasferisce in Italia, alla Mater Castellana. La stagione seguente passa alla Volley Forlì con cui ottiene la promozione in Serie A1. Ritornato la stagione successiva alla Mater Castellana, si trasferisce alla Zinella Bologna nella stagione 2009-2010.
Nella stagione 2010-2011 esordisce in Serie A1 giocando per la Pallavolo Modena per poi trasferirsi, l'anno successivo, all'UV San Giustino.
Nella stagione 2012-2013 viene ingaggiato dal GS Robur Costa Ravenna, ma già a dicembre passa al Volejbol'nyj klub Lokomotiv Novosibirsk, squadra della Superliga russa con la quale termina la stagione. Nella stagione successiva torna in Argentina per giocare col Club Atlético Boca Juniors.

## Palmarès

### Club
- Campionato argentino: 1

1998-99